# Universidad Internacional Tres Fronteras
La Universidad Internacional Tres Fronteras (UNINTER) es una institución de carácter privado cuya sede matriz se ubica en la localidad paraguaya de Ciudad del Este. Cuenta con alrededor de siete sedes en todo el país, en las ciudades de: Asunción, Edelira, San Cristóbal, Mallorquín, Guayaibí, Santaní y Pedro Juan Caballero

## Historia
La UNINTER se creó el 20 de junio de 2003 mediante la Ley N.º 2.142. Sus fundadores fueron el Dr. Juan Gregorio Silvero y el Ing. Gustavo R. Duarte, quienes decidieron aprovechar sus experiencias en la gestión de universidades, mediante la aceptación del desafío de proyectar la Primera Universidad Privada con Sede Central en Ciudad del Este.
Las clases iniciaron agosto de 2003, con la apertura de las carreras de Derecho, Administración de Empresas e Ingeniería Electrónica con énfasis en Telecomunicaciones. Actualmente estos alumnos forman parte de la Primera Promoción de la universidad.
Además de las carreras de grado, en el 2003 se abrieron Cursos de Técnico Superior en Electrónica y Técnico Superior en RRPP, Protocolo y Ceremonial. En cuanto a carreras de postgrados, la UNINTER dio apertura a las siguientes maestrías: Administración en Gestión de Negocios, Derecho y Educación.
La primera sede estuvo ubicada en el microcentro de Ciudad del Este, sobre la Avda. Luis María Argaña, en el Edificio MAKRO. Más adelante, con la finalidad de facilitar el acceso a los alumnos que venían de varias ciudades para estudiar, la UNINTER trasladó su sede hacia el kilómetro 4 de la ciudad, sobre las calles Comandante Sánchez y Comandante Giménez, lugar donde hasta hoy se desarrollan las clases.
Actualmente posee 7 filiales, en todo el interior del país así también en la ciudad de Asunción, capital de Paraguay, todas en constante crecimiento y capacitación.

## Autoridades

### Directores
- Rectora: Dra. Nancy María Natalia Duarte Romero
- Vicerrectora: M.Sc Neolia Duarte
- Secretario general: M.Sc Gustavo Duarte Romero
- Director General Académico: Lic. Hugo Centurión
- Dirección de Investigación Científica y de Vinculación: MSc. Andrea Giménez
- Director Gestión de Calidad: Lic. César Daniel Báez Meza

### Decanos
- Ciencias y Tecnología: 	Ing. Carlos Antonio Vergara Báez
- Ciencias de la Salud: Mag. Q. F. Ana Alderete
- Ciencias Agrícolas Y Ganaderas: Ing. Agr. Rubén Sanabria
- Ciencias Sociales Y Humanidades: Lic. Juan Carlos Vásquez
- Facultad de Postgrados: Prof. Dr. Silvio Torres

## Unidades Académicas
- Facultad de Ciencias de la Salud
- Facultad de Ciencias y Tecnología
- Facultad de Ciencias Agrícolas Y Ganaderas
- Facultad de Ciencias Sociales y Humanidades
- Facultad de Ciencias Empresariales

## Posgrados
- Especialización en Didáctica Universitaria
- Maestría en Administración
- Maestría en Salud Pública
- Maestría en Ciencias de la Educación
- Doctorado en Salud Pública
- Doctorado en Ciencias de la Educación
- Doctorado en Administración